# Ismael Londt
Ismael Londt (Rotterdam, 12 luglio 1985) è un kickboxer surinamese e olandese.

## Carriera
Negli anni 2008-2011 ebbe vittorie preziose su Rico Verhoeven e Sergei Lascenko.  Il 16 luglio 2011, ha vinto il Grand Prix mondiale SUPERKOMBAT e il 19 novembre dello stesso anno ha raggiunto la finale del prossimo GP, ma ha perso contro il Lascenko. Il 7 luglio 2012 è diventato il campione inaugurale dei pesi massimi SUPERKOMBAT, battendo Freddy Kemayo.
Tra i duelli nell'organizzazione rumena, si è qualificato per la finale del K-1 World Grand Prix 2012, battendo l'indiano Jaideep Singh per decisione al K-1 WGP Final 16 a Tokyo. Il 15 marzo 2013, durante il K-1 WGP a Zagabria, ha raggiunto il duello finale, perdendo contro Mirko Filipović con decisione unanime.
Il 22 agosto 2015 all'Akhmat Fight Show, è stato sconfitto da Badr Hari. Nel 2016 è entrato a far parte di Glory, dove il 16 aprile 2016 ha vinto il torneo degli sfidanti dei pesi massimi battendo Anderson Silva e Jahfarr Wilnis. Il 25 giugno 2016, ha sconfitto Hesdy Gerges con decisione unanime.